# Anaene diagramma
Aclytia diagramma là một loài bướm đêm thuộc phân họ Arctiinae, họ Erebidae.